# Rối loạn nhận thức
Rối loạn nhận thức (CD), còn được gọi là rối loạn nhận thức thần kinh (NCD), là một loại rối loạn sức khỏe tâm thần chủ yếu ảnh hưởng đến khả năng nhận thức bao gồm học tập, trí nhớ, nhận thức và giải quyết vấn đề. Rối loạn nhận thức thần kinh bao gồm mê sảng và rối loạn nhận thức thần kinh nhẹ và chính (trước đây gọi là mất trí nhớ). Chúng được xác định bởi sự thiếu hụt trong khả năng nhận thức có được (trái ngược với sự phát triển), thường đại diện cho sự suy giảm và có thể có một bệnh lý não tiềm ẩn . DSM-5 định nghĩa sáu lĩnh vực chính của chức năng nhận thức: chức năng điều hành, học tập và trí nhớ, chức năng vận động tri giác, ngôn ngữ, khả năng chú ý các vấn đề phức tạp và nhận thức xã hội.
Mặc dù bệnh Alzheimer chiếm phần lớn các trường hợp rối loạn nhận thức thần kinh, có nhiều tình trạng y tế khác nhau ảnh hưởng đến các chức năng tâm thần như trí nhớ, suy nghĩ và khả năng suy luận, bao gồm thoái hóa trước trán, bệnh Huntington, bệnh cơ thể, chấn thương sọ não (TBI), bệnh Parkinson, bệnh prion và các vấn đề về mất trí nhớ/thần kinh do nhiễm HIV. Rối loạn thần kinh nhận thức được chẩn đoán là nhẹ và chủ yếu dựa trên mức độ nghiêm trọng của các triệu chứng của họ. Mặc dù rối loạn lo âu, rối loạn tâm trạng và rối loạn tâm thần cũng có thể ảnh hưởng đến chức năng nhận thức và trí nhớ, DSM-IV-TR không xem xét các rối loạn nhận thức này, vì mất chức năng nhận thức không phải là triệu chứng chính (nguyên nhân). Ngoài ra, các rối loạn phát triển như rối loạn phổ tự kỷ thường được phát triển khi sinh hoặc đầu đời trái ngược với bản chất mắc phải của rối loạn nhận thức thần kinh.
Nguyên nhân khác nhau giữa các loại rối loạn khác nhau nhưng hầu hết bao gồm thiệt hại cho các phần bộ nhớ của não. Phương pháp điều trị phụ thuộc vào điều gây ra rối loạn. Thuốc và liệu pháp điều trị là phương pháp điều trị phổ biến nhất; tuy nhiên, đối với một số loại rối loạn như một số loại mất trí nhớ, phương pháp điều trị có thể ngăn chặn các triệu chứng nhưng hiện tại không có cách chữa.